# Clibanarius tricolor
Clibanarius tricolor is een heremietkreeft die voorkomt in de Caraïbische Zee. De soort voedt zich met algen en cyanobacteria.